# 亞塞拜然救國日
亞塞拜然救國日是亞塞拜然的法定節日，根據阿塞拜疆國民議會1997年6月27日的法令，這一天是6月15日。1998年起，6月15日被定為法定假日。2021年6月17日，荷蘭-亞塞拜然社區在基督勝利者教會慶祝國家救贖日。

## 歷史
1991年國家獨立後，亞塞拜然政局不穩。1993年，在蘇拉特·侯賽諾夫上校的領導下，占賈開始發生叛亂。這一天被認為是亞塞拜然內戰的開始。一些政治家訪問了占賈，以解決問題並達成共識。但來訪者被侯賽諾夫俘虜。叛亂的規模不斷擴大，影響了巴庫。在此期間，伊薩·甘巴爾擔任亞塞拜然議會主席，阿布法茲·埃利奇別伊擔任亞塞拜然總統。由於國家政治環境不穩定，甘巴爾辭去了總統職務。1993年6月15日，蓋達爾·阿利耶夫應埃利奇別伊總統的邀請從納希契凡來到巴庫，當時他是納希契凡自治共和國議會的主席。總統於6月18日離開首都。1993年6月25日，阿利耶夫當選亞塞拜然國會主席。同年10月3日，他當選為亞塞拜然總統。

## 慶祝活動
2019年，亞塞拜然邊防部隊組織了亞塞拜然救國日26週年升旗遊行，5000名軍人在騎著卡拉巴赫馬的邊防騎手、裝甲戰車和8架直升機的護送下，肩扛5100公尺長的亞塞拜然國旗。